# Kakovice (Předslavice)
Kakovice jsou místní částí obce Předslavice v okrese Strakonice v Jihočeském kraji. Nachází se v její nejsevernější části šest kilometrů severovýchodně od Volyně a tři kilometry severovýchodně od Předslavic. V roce 2011 zde trvale žilo 32 obyvatel. Na návsi stojí kaple sv. Anny rekonstruovaná v roce 1995. Na stodole stavení č. 1 "U Kopenců" se nacházejí čtyři malby (představují Horymíra a Šemíka, Karlštejn, Křivoklát a výjev z třicetileté války), vznikly však až ve 20. století.

## Historie
První písemná zmínka o vesnici pochází z roku 1400.

## Obyvatelstvo
| Rok            | 1869 | 1880 | 1890 | 1900 | 1910 | 1921 | 1930 | 1950 | 1961 | 1970 | 1980 | 1991 | 2001 | 2011 | 2021 |
| -------------- | ---- | ---- | ---- | ---- | ---- | ---- | ---- | ---- | ---- | ---- | ---- | ---- | ---- | ---- | ---- |
| Počet obyvatel | 137  | 128  | 125  | 132  | 107  | 111  | 119  | 79   | 70   | 67   | 60   | 39   | 35   | 32   | 26   |
| Počet domů     | 18   | 19   | 19   | 19   | 19   | 20   | 20   | 23   | 23   | 18   | 16   | 20   | 20   | 20   | 20   |

## Obecní správa
Při sčítání lidu v letech 1850–1929 Kakovice byly osadou obce Čepřovice v okrese Strakonice. V letech 1930–1959 byly osadou obce Marčovice v okrese Strakonice. Od roku 1960 jsou částí obce Předslavice v okrese Strakonice.